# Wieża Marszałkowska w Warszawie
Wieża Marszałkowska – nieistniejąca wieża wchodząca w skład murów miejskich Warszawy, usytuowana w ich północno-wschodniej części.
Była najwyższą z wież tworzących system obronny Starej Warszawy.

## Historia
Wieża powstała jako jeden z ostatnich elementów pierwszej, najstarszej linii murów Warszawy, wzniesiona po 1379, u zbiegu ulic Krzywe Koło i Brzozowej. Pierwotnie nazywana Wieżą Okrągłą i flankowała ona ostatni odcinek podwójnego pierścienia murów miejskich kończący się na Wieży Białej (dalej do zamku był tylko jeden ciąg murów). W 1591 w sąsiedztwie wieży powstał drewniany budynek szpitala św. Łazarza wraz z kaplicą u zbiegu ulic Brzozowej i Mostowej, od XVII wieku murowany. Od 1627 wieża zmieniła nazwę na Marszałkowską, mieściła Więzienie na Dekretowanych Sądem Marszałkowskim.
Po 1808 roku wieża została ostatecznie rozebrana, a wkrótce po niej w 1832 roku sąsiedni szpital przeniesiono na plac Trzech Krzyży. 
Po II wojnie światowej w czasie rekonstrukcji warszawskiego Starego Miasta postanowiono uwidocznić zarys murów miejskich, w XIX wieku zasłonięty przez kamienice. W wyniku tych prac powstała rekonstrukcja dolnych partii wieży, którą wykorzystano jako dodatkowe wejście na Starówkę od strony ulicy Brzozowej, budując przy jej ścianie zakręcone spiralnie schodki. Na kamiennej przyporze Baszty Marszałkowskiej po renowacji rzeźby w lipcu 1972 stanął pomnik Syreny dłuta Konstantego Hegla. W 1999 monument przeniesiono na Rynek Starego Miasta.